# برايان فيشر (سياسي)
برايان فيشر (بالإنجليزية: Brian Fischer)‏ هو سياسي أمريكي، ولد في عقد 1940.